# Oldenburger Hundehütten

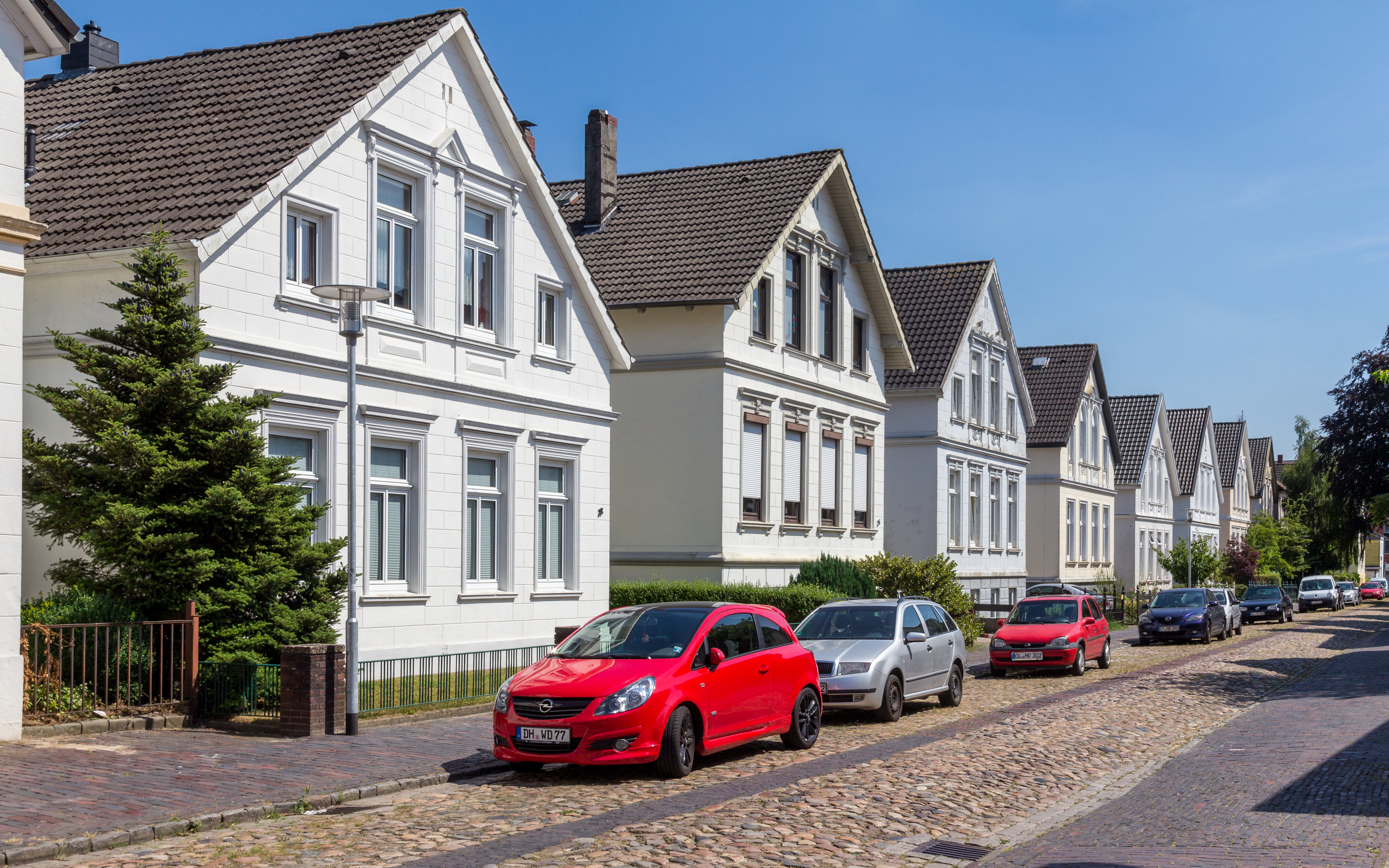
Exemple de Oldenburger Hundehütten dans la Schäferstraße.

Les Oldenburger Hundehütten (en allemand, littéralement, les « niches d'Oldenbourg »), également appelée maison à pignon d'Oldenbourg, sont un type de maison construites en masse à Oldenbourg entre 1875 et 1920 environ.

## Caractéristiques
D'une manière générale, le style de construction se caractérise par les traits architecturaux suivants : une oldenburger Hundehütte est une maison à quatre axes, construite de manière symétrique par rapplieu à l'axe de la façade et du toit, à un étage et demi, avec un toit à deux pentes d'une inclinaison comprise entre 40° et 45°, souvent avec un étage plein supplémentaire en sous-sol. La façade est généralement tournée vers la rue (en pignon) et richement décorée d'éléments en stuc ou de moulures. Sur le côté tourné vers la rue, on trouve souvent au milieu, au-dessus des quatre fenêtres supérieures, un Eulenloch (« trou de hibou »), soit une fenêtre ronde ou carrée ou une ouverture vers le grenier. Les deux fenêtres extérieures de l'étage supérieur sont presque toujours plus petites que les deux fenêtres intérieures, qui ont souvent la même taille et la même finition que les quatre fenêtres inférieures. Il est fréquent de trouver un entablement ou une corniche d'une hauteur comprise entre 0,8 et 1,6 mètre ; la hauteur sous plafond est comprise entre 2,70 et 4 mètres. Ainsi, on observe souvent une hauteur à l'égout pouvant atteindre 5 mètres.

### Galerie

Illustrations
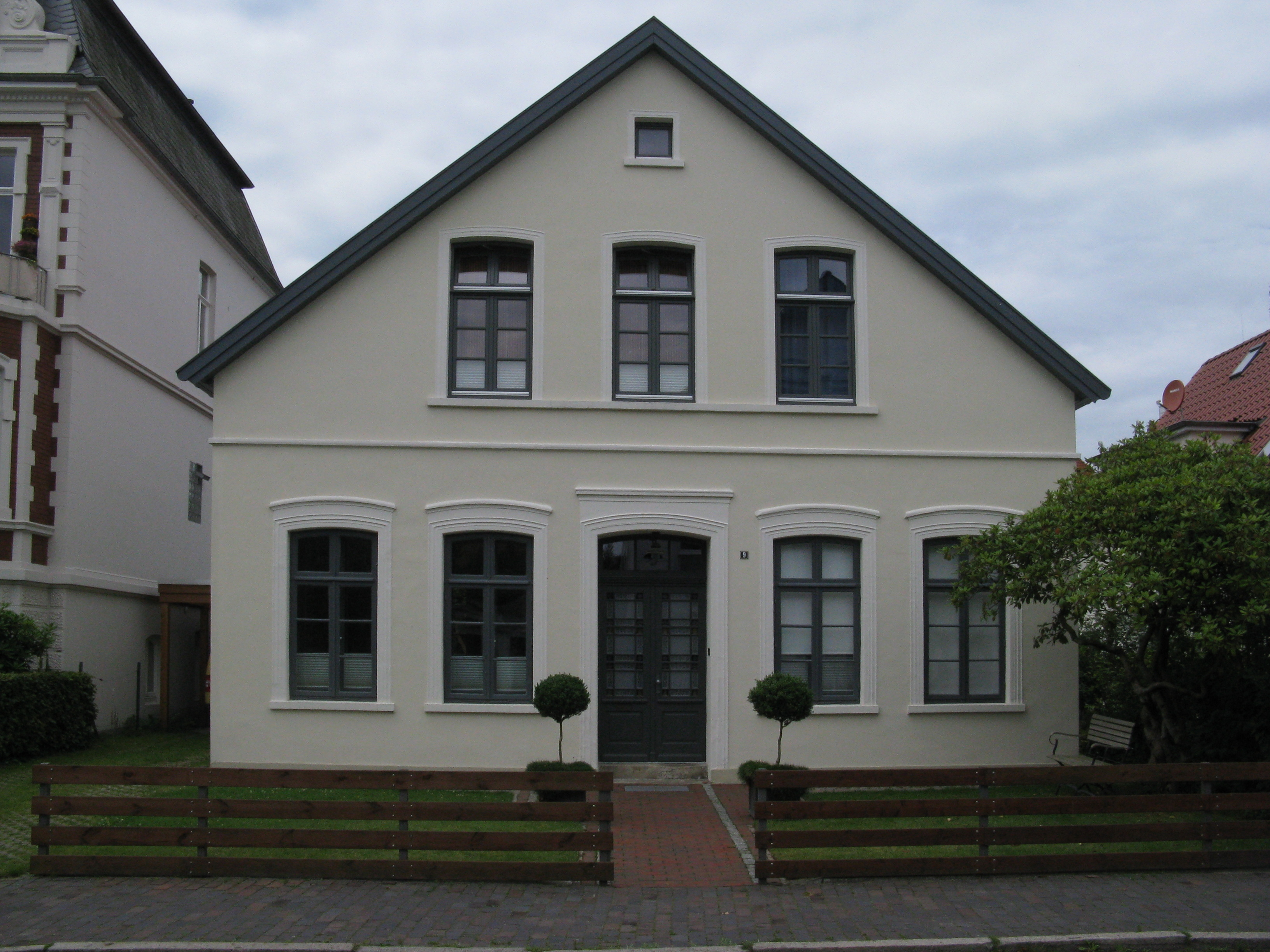
Maison dite « de type A », les plus anciennes.
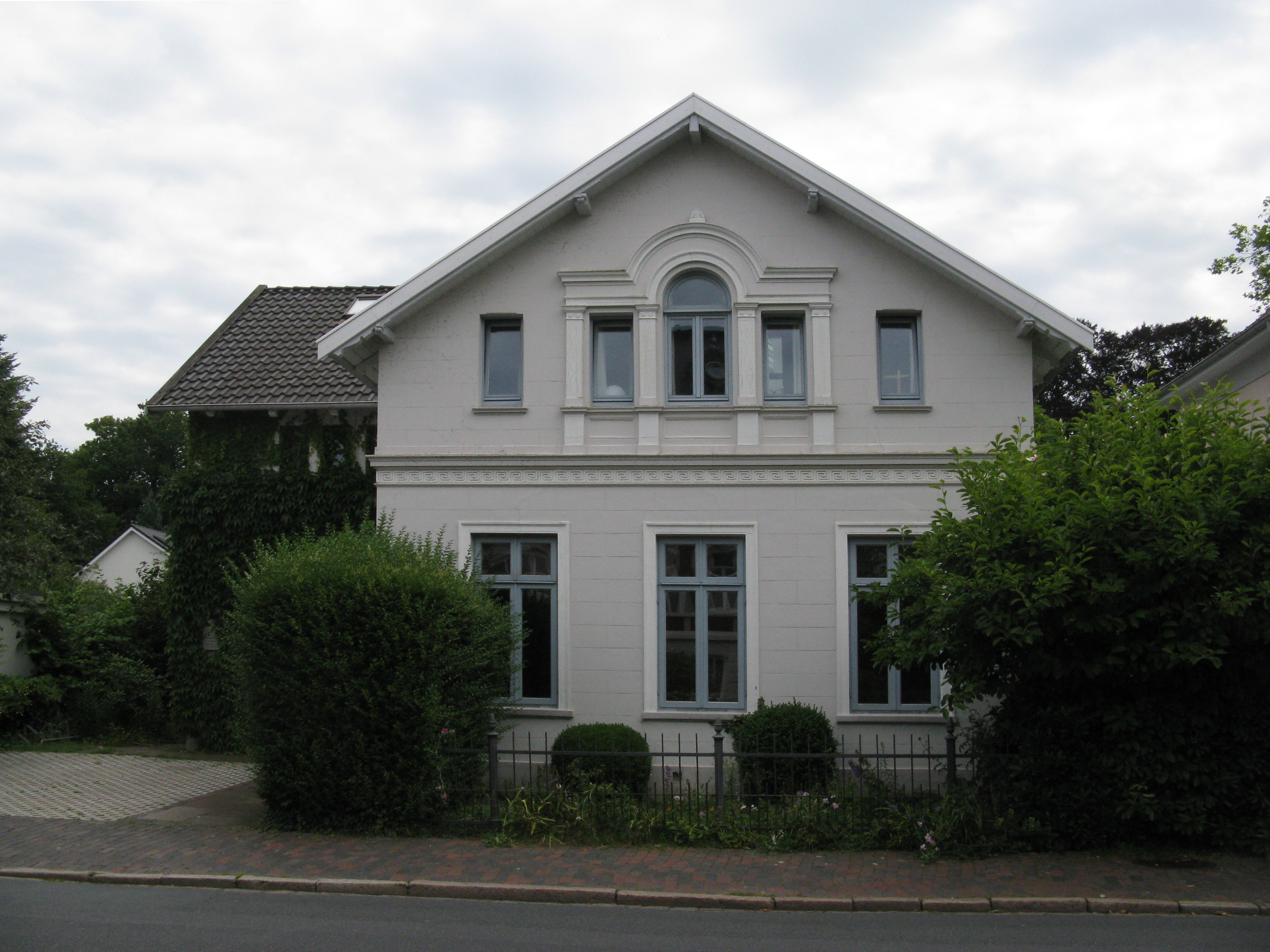
Maison dite « de type B », développé à partir de 1880, le plus répandu.
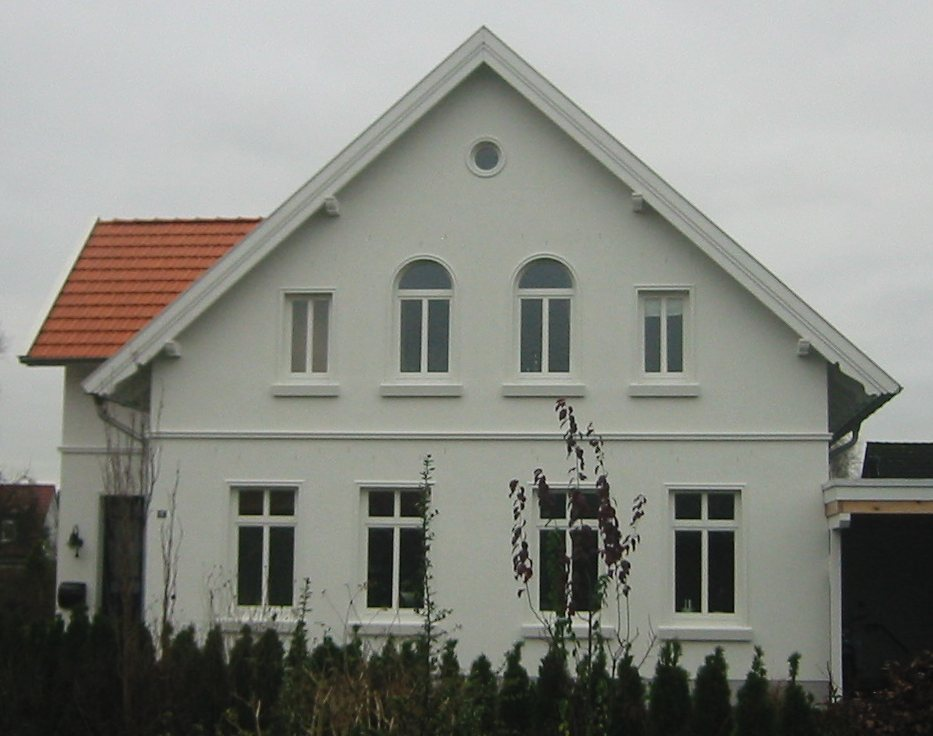
Maison dite « de type C », développé entre 1890 et 1910.
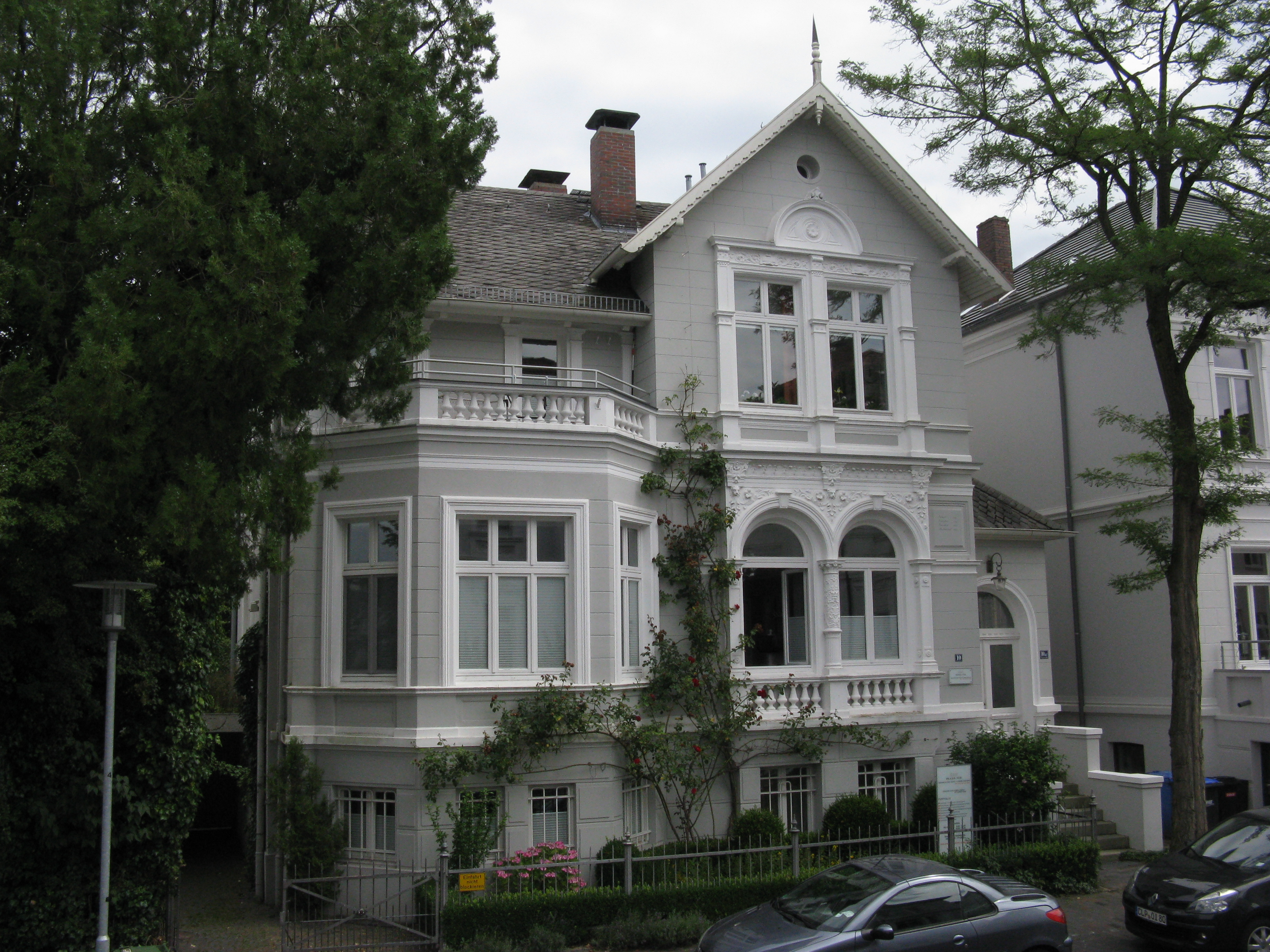
Maison dite « de type D », beaucoup plus richement décorée.

## Histoire
Plus un maître d'ouvrage était riche, plus sa maison était conçue de manière élaborée. Ainsi, les riches décorations de la façade et les grandes extensions témoignent de la grande richesse des constructeurs. Souvent, le personnel de maison était logé dans les deux pièces à l'étage supérieur qui, en raison de l'inclinaison du toit, n'avaient que de petites fenêtres et offraient peu de surface. Comme la juxtaposition des maisons rendait les rues assez monotones, les maîtres d'ouvrage profitaient de l'aménagement coûteux des façades pour se démarquer de leurs voisins et personnaliser leur maison.
La multiplication des Hundehütte a également rencontré des critiques de la part des contemporains. Karl Jaspers, qui avait passé sa jeunesse dans ces maisons, écrivit ainsi les mots suivants : « J'ai alors ressenti la désolation des rues modernes en dehors du rempart, avec leurs séries de "maisons pour chiens", comme nous les appelions, avec leurs étroits jardins de devant et leurs petits jardins de derrière, dont les plantations artificielles n'étaient pas de la nature, ni même de l'art des jardins, mais des dispositions forcées et mesquines comme pour des poupées, si bien que dans ces parterres, même les fleurs cessaient d'être belles. C'était, comme dans l'architecture d'Oldenbourg après la guerre de 1870, une ambiance qui, sans que je sache pourquoi, m'oppressait et me désolait. L'atmosphère de pluie grise, de vitres ternes, les images de tas de gravats malodorants, de chantiers à l'abandon faisaient partie de la ville. La décoration était intentionnelle et rigide ».